# NR2F2
NR2F2 (англ. Nuclear receptor subfamily 2 group F member 2) – білок, який кодується однойменним геном, розташованим у людей на короткому плечі 15-ї хромосоми. Довжина поліпептидного ланцюга білка становить 414 амінокислот, а молекулярна маса — 45 571.
| 10         |  | 20         |  | 30         |  | 40         |  | 50         |
| ---------- |  | ---------- |  | ---------- |  | ---------- |  | ---------- |
| MAMVVSTWRD |  | PQDEVPGSQG |  | SQASQAPPVP |  | GPPPGAPHTP |  | QTPGQGGPAS |
| TPAQTAAGGQ |  | GGPGGPGSDK |  | QQQQQHIECV |  | VCGDKSSGKH |  | YGQFTCEGCK |
| SFFKRSVRRN |  | LSYTCRANRN |  | CPIDQHHRNQ |  | CQYCRLKKCL |  | KVGMRREAVQ |
| RGRMPPTQPT |  | HGQFALTNGD |  | PLNCHSYLSG |  | YISLLLRAEP |  | YPTSRFGSQC |
| MQPNNIMGIE |  | NICELAARML |  | FSAVEWARNI |  | PFFPDLQITD |  | QVALLRLTWS |
| ELFVLNAAQC |  | SMPLHVAPLL |  | AAAGLHASPM |  | SADRVVAFMD |  | HIRIFQEQVE |
| KLKALHVDSA |  | EYSCLKAIVL |  | FTSDACGLSD |  | VAHVESLQEK |  | SQCALEEYVR |
| SQYPNQPTRF |  | GKLLLRLPSL |  | RTVSSSVIEQ |  | LFFVRLVGKT |  | PIETLIRDML |
| LSGSSFNWPY |  | MAIQ       |  |            |  |            |  |            |

A: Аланін

C: Цистеїн

D: Аспарагінова кислота

E: Глутамінова кислота

F: Фенілаланін

G: Гліцин

H: Гістидин

I: Ізолейцин

K: Лізин

L: Лейцин

M: Метіонін

N: Аспарагін

P: Пролін

Q: Глутамін

R: Аргінін

S: Серин

T: Треонін

V: Валін

W: Триптофан

Кодований геном білок за функціями належить до рецепторів, активаторів, фосфопротеїнів. 
Задіяний у таких біологічних процесах, як транскрипція, регуляція транскрипції, альтернативний сплайсинг. 
Білок має сайт для зв'язування з іонами металів, іоном цинку, ДНК. 
Локалізований у ядрі.